# حمید مجدتیموری
حمید مجدتیموری (زاده ۱۶ خرداد ۱۳۳۲) بازیکن سابق فوتبال ایران است.

## باشگاهی
وی سابقه بازی در  تیم‌های بانک ملی، شهباز و شاهین تهران را دارد.

## تیم ملی
وی سابقه ۱ بازی ملی نیز در کارنامه دارد.